# Myint Swe
Ne doit pas être confondu avec Win Myint.
Myint Swe est un nom birman ; les principes des noms et prénoms ne s'appliquent pas ; U et Daw sont des titres de respect.
 (7 août 2025).
Le texte peut changer fréquemment, n’est peut-être pas à jour et peut manquer de recul. N’hésitez pas à participer, en veillant à citer vos sources.
Myint Swe (en birman : မြင့်ဆွေ, prononcé : /mjɪ̰ɰ̃ sʰwè/), né le 24 mai 1951 et mort le 7 août 2025, est un général et homme d'État birman.
Il est vice-président de la République du 30 mars 2016 à sa mort. À ce titre, il est président de la République par intérim du 21 au 30 mars 2018, après la démission de Htin Kyaw pour raison de santé. Le 1er février 2021, il est nommé président par intérim à la suite d'un coup d'État militaire et transfère le pouvoir exécutif à Min Aung Hlaing, commandant en chef de l’armée, comme l'autorise la Constitution. Le 22 juillet 2024, il prend un congé médical et transfère ses attributions à Min Aung Hlaing, tout en conservant officiellement ses fonctions. Il meurt le 7 août 2025.

## Biographie
Myint Swe est diplômé de l'Académie des services de défense en 1971 dans le cadre de la 15e promotion. Il est devenu général de brigade et commandant de la division d'infanterie légère 11 en 1997. Il a été nommé commandant du commandement du sud-est et membre du Conseil d'État pour la paix et le développement en 2001. Il a été transféré en tant que commandant du commandement de Yangon et promu général de division. Il a également été président du Conseil de la paix et du développement de la division de Yangon.
Il est devenu le chef des affaires de sécurité militaire après la purge de Khin Nyunt en 2004. Il est ensuite chef du Bureau des opérations spéciales - 5 (BSO-5) en janvier 2006. Il est le premier Mon de l'ethnie à être promu au grade de lieutenant général en 2005. Il a été promu au quartier-maître général et a été censé être le prochain en ligne pour remplacer Maung Aye en 2009. 
Myint Swe a exécuté trois événements majeurs alors qu'il commandait le commandement de Yangon, arrêtant des membres de la famille de Ne Win en 2002 après qu'un prétendu complot de coup d'État a été découvert, arrêtant Khin Nyunt et ses associés en 2004 dans le cadre de la purge de la faction du renseignement militaire et écrasant la révolution safran en 2007. Ses actions après le cyclone Nargis ont été critiquées. Il a traité durement les militants pendant la période des élections générales pré-2010.
Il devient vice-président de la République le 30 mars 2016. À ce titre, il est président de la République par intérim du 21 au 30 mars 2018, après la démission de Htin Kyaw pour raison de santé.
Le 1er février 2021, il est nommé président par intérim à la suite d'un coup d'État militaire et transfère le pouvoir exécutif à Min Aung Hlaing, commandant en chef de l’armée, comme l'autorise la Constitution. Le 22 juillet 2024, il prend un congé médical et transfère ses attributions à Min Aung Hlaing. Conservant officiellement ses fonctions, il meurt le 7 août 2025,,.